# Kemptner Hütte
De Kemptner Hütte is een alpenverenigingshut in de Allgäuer Alpen.
De berghut behoort tot de sectie Allgäu-Kempten van de Deutsche Alpenverein en is een van de grootste berghutten in de Alpen.

## Ligging
De Kemptner Hütte ligt tussen Oberstdorf en de Memminger Hütte, aan de Heilbronner Weg tussen Oberstdorf en de Rappenseehütte.

## Hutvoorzieningen
De hut is voorzien van 100 bedden in aparte kamers en er zijn 190 plaatsen in de beddenbakken. Als men in de winter in de hut komt is er plaats voor 26 personen. Door de grote hoeveelheid slaapplaatsen is de hut een van de grootste berghutten in de Alpen.

## Dagtochten

### Beklimmingen naar de hut toe
- Van Oberstdorf over Spielmannsau (ca. 4½ uur)
- Van Holzgau/Lechtal over Mädelejoch (ca. 3½ uur)
- Heilbronner Weg naar de Rappenseehütte (5-6 uur), verder naar het Waltenberger-Haus ca. 3½ uur.
- Hermann-von-Barth-Hütte ca. 4 uur.
- Prinz-Luitpold-Haus ca. 9 uur.
- Edmund-Probst-Haus ca. 10 uur.

### Tourmogelijkheden
- Großer Krottenkopf 2656 m (ca. 3 uur)
- Mädelegabel 2645 m (ca. 3 uur)
- Muttlerkopf 2368 m (ca. 2 uur)
- Jöchelspitzbahn (ca. 3,5 uur)